# Lista de artistas e músicas participantes no Festival Eurovisão da Canção (M-P)
Esta é uma lista que mostra todos os artistas e canções que concorreram ao Festival Eurovisão da Canção, organizados por país. Ao longo de 54 anos de Festival, foram apresentadas 1151 canções ao concurso, num total de 57,55 horas de música.
| País               | Edição | Selecção                                   | Artista                                      | Canção                                  | Tradução em Português                | Idioma                               | Pontos        | Lugar          |
| ------------------ | ------ | ------------------------------------------ | -------------------------------------------- | --------------------------------------- | ------------------------------------ | ------------------------------------ | ------------- | -------------- |
| Macedónia do Norte | 1998   | Skopje Fest 1998                           | Vlado Janevski                               | “Ne zori, zoro”                         |                                      |                                      | SF: - / F: -  | SF: - / F: -   |
| Macedónia do Norte | 2000   | Skopje Fest 2000                           | XXL                                          | “100% te ljubam”                        |                                      |                                      | SF: - / F: -  | SF: - / F: -   |
| Macedónia do Norte | 2002   | Skopje Fest 2002                           | Karolina Gočeva                              | “Od nas zavisi”                         |                                      |                                      | SF: - / F: -  | SF: - / F: -   |
| Macedónia do Norte | 2004   | Selecção Interna, Skopje Fest 2004         | Toše Proeski                                 | “Life”                                  |                                      |                                      | SF: - / F: -  | SF: - / F: -   |
| Macedónia do Norte | 2005   | Selecção de 2 Finalistas, Skopje Fest 2005 | Martin Vučić                                 | “Make My Day”                           |                                      |                                      | SF: - / F: -  | SF: - / F: -   |
| Macedónia do Norte | 2006   | Skopje Fest 2006                           | Elena Risteska                               | “Ninanajna”                             |                                      |                                      | SF: - / F: -  | SF: - / F: -   |
| Macedónia do Norte | 2007   | Skopje Fest 2007                           | Karolina Gočeva                              | “Mojot svet”                            |                                      |                                      | SF: - / F: -  | SF: - / F: -   |
| Macedónia do Norte | 2008   | Skopje Fest 2008                           | Tamara, Vrčak & Adrian                       | “Let Me Love You”                       |                                      |                                      | SF: - / F: -  | SF: - / F: -   |
| Macedónia do Norte | 2009   | Skopje Fest 2009                           | Next Time                                    | “Nešto što kje ostane”                  |                                      |                                      | SF: - / F: -  | SF: - / F: -   |
| Malta              | 1971   | Malta Song for Europe 1971                 | Joe Grech                                    | "Marija L-Maltija”                      |                                      |                                      | SF: - / F: -  | SF: - / F: -   |
| Malta              | 1972   | Malta Song for Europe 1972                 | Helen & Joseph                               | "L-Imħabba”                             |                                      |                                      | SF: - / F: -  | SF: - / F: -   |
| Malta              | 1975   | Malta Song for Europe 1975                 | Renato                                       | "Singing This Song”                     |                                      |                                      | SF: - / F: -  | SF: - / F: -   |
| Malta              | 1991   | Malta Song for Europe 1991                 | Paul Giordimaina & Georgina                  | "Could It Be”                           |                                      |                                      | SF: - / F: -  | SF: - / F: -   |
| Malta              | 1992   | Malta Song for Europe 1992                 | Mary Spiteri                                 | "Little Child”                          |                                      |                                      | SF: - / F: -  | SF: - / F: -   |
| Malta              | 1993   | Malta Song for Europe 1993                 | William Mangion                              | "This Time”                             |                                      |                                      | SF: - / F: -  | SF: - / F: -   |
| Malta              | 1994   | Malta Song for Europe 1994                 | Chris & Moira                                | "More than Love”                        |                                      |                                      | SF: - / F: -  | SF: - / F: -   |
| Malta              | 1995   | Malta Song for Europe 1995                 | Mike Spiteri                                 | "Keep Me In Mind”                       |                                      |                                      | SF: - / F: -  | SF: - / F: -   |
| Malta              | 1996   | Malta Song for Europe 1996                 | Miriam Christine                             | "In A Woman's Heart”                    |                                      |                                      | SF: - / F: -  | SF: - / F: -   |
| Malta              | 1997   | Malta Song for Europe 1997                 | Debbie Scerri                                | "Let Me Fly”                            |                                      |                                      | SF: - / F: -  | SF: - / F: -   |
| Malta              | 1998   | Malta Song for Europe 1998                 | Chiara                                       | "The One That I Love”                   |                                      |                                      | SF: - / F: -  | SF: - / F: -   |
| Malta              | 1999   | Malta Song for Europe 1999                 | Times 3                                      | "Believe 'n Peace”                      |                                      |                                      | SF: - / F: -  | SF: - / F: -   |
| Malta              | 2000   | Malta Song for Europe 2000                 | Claudette Pace                               | "Desire”                                |                                      |                                      | SF: - / F: -  | SF: - / F: -   |
| Malta              | 2001   | Malta Song for Europe 2001                 | Fabrizio Faniello                            | "Another Summer Night”                  |                                      |                                      | SF: - / F: -  | SF: - / F: -   |
| Malta              | 2002   | Malta Song for Europe 2002                 | Ira Losco                                    | "7th Wonder”                            |                                      |                                      | SF: - / F: -  | SF: - / F: -   |
| Malta              | 2003   | Malta Song for Europe 2003                 | Lynn Chircop                                 | "To Dream Again”                        |                                      |                                      | SF: - / F: -  | SF: - / F: -   |
| Malta              | 2004   | Malta Song for Europe 2004                 | Julie & Ludwig                               | "On Again... Off Again”                 |                                      |                                      | SF: - / F: -  | SF: - / F: -   |
| Malta              | 2005   | Malta Song for Europe 2005                 | Chiara                                       | "Angel”                                 |                                      |                                      | SF: - / F: -  | SF: - / F: -   |
| Malta              | 2006   | Malta Song for Europe 2006                 | Fabrizio Faniello                            | "I Do”                                  |                                      |                                      | SF: - / F: -  | SF: - / F: -   |
| Malta              | 2007   | Malta Song for Europe 2007                 | Olivia Lewis                                 | "Vertigo”                               |                                      |                                      | SF: - / F: -  | SF: - / F: -   |
| Malta              | 2008   | Malta Song for Europe 2008                 | Morena                                       | "Vodka”                                 |                                      |                                      | SF: - / F: -  | SF: - / F: -   |
| Malta              | 2009   | EuroSong, Euro Showbox 2009                | Chiara                                       | "What If We”                            |                                      |                                      | SF: - / F: -  | SF: - / F: -   |
| Marrocos           | 1980   | Selecção Interna de 1980                   | Samira Bensaïd                               | "Bitaqat Khub (بطاقة حب)"               | Mensagem de Amor                     | Árabe                                | SF- - / F- 18 | SF- - / F- 7º  |
| Montenegro         | 2007   | MontenegroSong 2007                        | Stevan Faddy                                 | "'Ajde, kroči"                          | Vem, aproxima-te                     | Montenegrino                         | SF- 33 / F- - | SF- 22º / F- - |
| Montenegro         | 2008   | MontenegroSong 2008                        | Stefan Filipović                             | "Zauvijek volim te"                     | Amo-te Eternamente                   | Montenegrino                         | SF- 23 / F- - | SF- 14º / F- - |
| Montenegro         | 2009   | Selecção Interna de 2009                   | Andrea Demirović                             | "Just Get Out of My Life"               | Apenas Saia da Minha Vida            | Inglês                               | SF- - / F- -  | SF- - / F- -   |
| Moldávia           | 2005   | Final Nacional de 2005                     | Zdob şi Zdub                                 | “Boonika bate doba”                     |                                      |                                      | SF: - / F: -  | SF: - / F: -   |
| Moldávia           | 2006   | Final Nacional de 2006                     | Arsenium feat. Natalia Gordienko & Connect-R | “Loca”                                  |                                      |                                      | SF: - / F: -  | SF: - / F: -   |
| Moldávia           | 2007   | Selecção Interna de 2007                   | Natalia Barbu                                | “Fight”                                 |                                      |                                      | SF: - / F: -  | SF: - / F: -   |
| Moldávia           | 2008   | Final Nacional de 2008                     | Geta Burlacu                                 | “A Century of Love”                     |                                      |                                      | SF: - / F: -  | SF: - / F: -   |
| Moldávia           | 2009   | Final Nacional de 2009                     | Nelly Ciobanu                                | “Hora din Moldova”                      | Dança da Moldávia                    |                                      | SF: - / F: -  | SF: - / F: -   |
| Mónaco             | 1959   | Selecção Interna de 1959                   | Jacques Pils                                 | “Mon ami Pierrot”                       |                                      |                                      | SF: - / F: -  | SF: - / F: -   |
| Mónaco             | 1960   | Selecção Interna de 1960                   | François Deguelt                             | “Ce soir-là”                            |                                      |                                      | SF: - / F: -  | SF: - / F: -   |
| Mónaco             | 1961   | Selecção Interna de 1961                   | Colette Deréal                               | “Allons, allons les enfants”            |                                      |                                      | SF: - / F: -  | SF: - / F: -   |
| Mónaco             | 1962   | Selecção Interna de 1962                   | François Deguelt                             | “Dis rien”                              |                                      |                                      | SF: - / F: -  | SF: - / F: -   |
| Mónaco             | 1963   | Selecção Interna de 1963                   | Françoise Hardy                              | “L'amour s'en va”                       |                                      |                                      | SF: - / F: -  | SF: - / F: -   |
| Mónaco             | 1964   | Selecção Interna de 1964                   | Romuald                                      | “Où sont-elles passées”                 |                                      |                                      | SF: - / F: -  | SF: - / F: -   |
| Mónaco             | 1965   | Selecção Interna de 1965                   | Marjorie Noël                                | “Va dire à l'amour”                     |                                      |                                      | SF: - / F: -  | SF: - / F: -   |
| Mónaco             | 1966   | Selecção Interna de 1966                   | Téréza                                       | “Bien plus fort”                        |                                      |                                      | SF: - / F: -  | SF: - / F: -   |
| Mónaco             | 1967   | Selecção Interna de 1967                   | Minouche Barelli                             | “Boum-Badaboum”                         |                                      |                                      | SF: - / F: -  | SF: - / F: -   |
| Mónaco             | 1968   | Selecção Interna de 1968                   | Line & Willy                                 | “À chacun sa chanson”                   |                                      |                                      | SF: - / F: -  | SF: - / F: -   |
| Mónaco             | 1969   | Selecção Interna de 1969                   | Jean Jacques                                 | “Maman, Maman”                          |                                      |                                      | SF: - / F: -  | SF: - / F: -   |
| Mónaco             | 1970   | Selecção Interna de 1970                   | Dominique Dussault                           | “Marlène”                               |                                      |                                      | SF: - / F: -  | SF: - / F: -   |
| Mónaco             | 1971   | Selecção Interna de 1971                   | Séverine                                     | “Un banc, un arbre, une rue”            |                                      |                                      | SF: - / F: -  | SF: - / F: -   |
| Mónaco             | 1972   | Selecção Interna de 1972                   | Peter McLane & Anne-Marie Godart             | “Comme on s'aime”                       |                                      |                                      | SF: - / F: -  | SF: - / F: -   |
| Mónaco             | 1973   | Selecção Interna de 1973                   | Marie                                        | “Un train qui part”                     |                                      |                                      | SF: - / F: -  | SF: - / F: -   |
| Mónaco             | 1974   | Selecção Interna de 1974                   | Romuald                                      | “Celui qui reste et celui qui s'en va”  |                                      |                                      | SF: - / F: -  | SF: - / F: -   |
| Mónaco             | 1975   | Selecção Interna de 1975                   | Sophie                                       | “Une chanson c'est une lettre”          |                                      |                                      | SF: - / F: -  | SF: - / F: -   |
| Mónaco             | 1976   | Selecção Interna de 1976                   | Mary Christy                                 | “Toi, la musique et moi”                |                                      |                                      | SF: - / F: -  | SF: - / F: -   |
| Mónaco             | 1977   | Selecção Interna de 1977                   | Michèle Torr                                 | “Une petite française”                  |                                      |                                      | SF: - / F: -  | SF: - / F: -   |
| Mónaco             | 1978   | Selecção Interna de 1978                   | Caline & Olivier Toussaint                   | “Les jardins de Monaco”                 |                                      |                                      | SF: - / F: -  | SF: - / F: -   |
| Mónaco             | 1979   | Selecção Interna de 1979                   | Laurent Vaguener                             | “Notre vie c'est la musique”            |                                      |                                      | SF: - / F: -  | SF: - / F: -   |
| Mónaco             | 2004   | Selecção Interna de 2004                   | Maryon                                       | “Notre planète”                         |                                      |                                      | SF: - / F: -  | SF: - / F: -   |
| Mónaco             | 2005   | Selecção Interna de 2005                   | Lise Darly                                   | “Tout de moi”                           |                                      |                                      | SF: - / F: -  | SF: - / F: -   |
| Mónaco             | 2006   | Selecção Interna de 2006                   | Séverine Ferrer                              | “La Coco-Dance”                         |                                      |                                      | SF: - / F: -  | SF: - / F: -   |
| Noruega            | 1960   | Melodi Grand Prix 1960                     | Nora Brockstedt                              | “Voi Voi”                               |                                      |                                      | SF: - / F: -  | SF: - / F: -   |
| Noruega            | 1961   | Melodi Grand Prix 1961                     | Nora Brockstedt                              | “Sommer i Palma”                        |                                      |                                      | SF: - / F: -  | SF: - / F: -   |
| Noruega            | 1962   | Melodi Grand Prix 1962                     | Inger Jacobsen                               | “Kom sol, kom regn”                     |                                      |                                      | SF: - / F: -  | SF: - / F: -   |
| Noruega            | 1963   | Melodi Grand Prix 1963                     | Anita Thallaug                               | “Solvherv”                              |                                      |                                      | SF: - / F: -  | SF: - / F: -   |
| Noruega            | 1964   | Melodi Grand Prix 1964                     | Arne Bendiksen                               | “Spiral”                                |                                      |                                      | SF: - / F: -  | SF: - / F: -   |
| Noruega            | 1965   | Melodi Grand Prix 1965                     | Kirsti Sparboe                               | “Karusell”                              |                                      |                                      | SF: - / F: -  | SF: - / F: -   |
| Noruega            | 1966   | Melodi Grand Prix 1966                     | Åse Kleveland                                | “Intet er nytt under solen”             |                                      |                                      | SF: - / F: -  | SF: - / F: -   |
| Noruega            | 1967   | Melodi Grand Prix 1967                     | Kirsti Sparboe                               | “Dukkemann”                             |                                      |                                      | SF: - / F: -  | SF: - / F: -   |
| Noruega            | 1968   | Melodi Grand Prix 1968                     | Odd Børre                                    | “Stress”                                |                                      |                                      | SF: - / F: -  | SF: - / F: -   |
| Noruega            | 1969   | Melodi Grand Prix 1969                     | Kirsti Sparboe                               | “Oj, oj, oj, så glad jeg skal bli”      |                                      |                                      | SF: - / F: -  | SF: - / F: -   |
| Noruega            | 1971   | Melodi Grand Prix 1971                     | Hanne Krogh                                  | “Lykken er”                             |                                      |                                      | SF: - / F: -  | SF: - / F: -   |
| Noruega            | 1972   | Melodi Grand Prix 1972                     | Grethe Kausland & Benny Borg                 | “Småting”                               |                                      |                                      | SF: - / F: -  | SF: - / F: -   |
| Noruega            | 1973   | Melodi Grand Prix 1973                     | Bendik Singers                               | “It's Just A Game”                      |                                      |                                      | SF: - / F: -  | SF: - / F: -   |
| Noruega            | 1974   | Melodi Grand Prix 1974                     | Anne Karine Strøm                            | “The First Day of Love”                 |                                      |                                      | SF: - / F: -  | SF: - / F: -   |
| Noruega            | 1975   | Melodi Grand Prix 1975                     | Ellen Nikolaysen                             | “Touch My Life (With Summer)”           |                                      |                                      | SF: - / F: -  | SF: - / F: -   |
| Noruega            | 1976   | Melodi Grand Prix 1976                     | Anne Karine Strøm                            | “Mata Hari”                             |                                      |                                      | SF: - / F: -  | SF: - / F: -   |
| Noruega            | 1977   | Melodi Grand Prix 1977                     | Anita Skorgan                                | “Casanova”                              |                                      |                                      | SF: - / F: -  | SF: - / F: -   |
| Noruega            | 1978   | Melodi Grand Prix 1978                     | Jahn Teigen                                  | “Mil etter mil”                         |                                      |                                      | SF: - / F: -  | SF: - / F: -   |
| Noruega            | 1979   | Melodi Grand Prix 1979                     | Anita Skorgan                                | “Oliver”                                |                                      |                                      | SF: - / F: -  | SF: - / F: -   |
| Noruega            | 1980   | Melodi Grand Prix 1980                     | Sverre Kjelsberg & Mattis Hætta              | "Sámiid Ædnan"                          |                                      |                                      | SF: - / F: -  | SF: - / F: -   |
| Noruega            | 1981   | Melodi Grand Prix 1981                     | Finn Kalvik                                  | “Aldri i livet”                         |                                      |                                      | SF: - / F: -  | SF: - / F: -   |
| Noruega            | 1982   | Melodi Grand Prix 1982                     | Jahn Teigen & Anita Skorgan                  | “Adieu”                                 |                                      |                                      | SF: - / F: -  | SF: - / F: -   |
| Noruega            | 1983   | Melodi Grand Prix 1983                     | Jahn Teigen                                  | “Do Re Mi”                              |                                      |                                      | SF: - / F: -  | SF: - / F: -   |
| Noruega            | 1984   | Melodi Grand Prix 1984                     | Dollie de Luxe                               | “Lenge leve livet”                      |                                      |                                      | SF: - / F: -  | SF: - / F: -   |
| Noruega            | 1985   | Melodi Grand Prix 1985                     | Bobbysocks                                   | “La det swinge”                         |                                      |                                      | SF: - / F: -  | SF: - / F: -   |
| Noruega            | 1986   | Melodi Grand Prix 1986                     | Ketil Stokkan                                | “Romeo”                                 |                                      |                                      | SF: - / F: -  | SF: - / F: -   |
| Noruega            | 1987   | Melodi Grand Prix 1987                     | Kate Gulbrandsen                             | “Mitt liv”                              |                                      |                                      | SF: - / F: -  | SF: - / F: -   |
| Noruega            | 1988   | Melodi Grand Prix 1988                     | Karoline Krüger                              | “For vår jord”                          |                                      |                                      | SF: - / F: -  | SF: - / F: -   |
| Noruega            | 1989   | Melodi Grand Prix 1989                     | Britt Synnøve                                | “Venners nærhet”                        |                                      |                                      | SF: - / F: -  | SF: - / F: -   |
| Noruega            | 1990   | Melodi Grand Prix 1990                     | Ketil Stokkan                                | “Brandenburger Tor”                     |                                      |                                      | SF: - / F: -  | SF: - / F: -   |
| Noruega            | 1991   | Melodi Grand Prix 1991                     | Just 4 Fun                                   | “Mrs. Thompson”                         |                                      |                                      | SF: - / F: -  | SF: - / F: -   |
| Noruega            | 1992   | Melodi Grand Prix 1992                     | Merethe Trøan                                | “Visjoner”                              |                                      |                                      | SF: - / F: -  | SF: - / F: -   |
| Noruega            | 1993   | Melodi Grand Prix 1993                     | Silje Vige                                   | “Alle mine tankar”                      |                                      |                                      | SF: - / F: -  | SF: - / F: -   |
| Noruega            | 1994   | Melodi Grand Prix 1994                     | Elisabeth Andreassen & Jan Werner Danielsen  | “Duett”                                 |                                      |                                      | SF: - / F: -  | SF: - / F: -   |
| Noruega            | 1995   | Melodi Grand Prix 1995                     | Secret Garden                                | “Nocturne”                              |                                      |                                      | SF: - / F: -  | SF: - / F: -   |
| Noruega            | 1996   | Melodi Grand Prix 1996                     | Elisabeth Andreassen                         | “I evighet”                             |                                      |                                      | SF: - / F: -  | SF: - / F: -   |
| Noruega            | 1997   | Melodi Grand Prix 1997                     | Tor Endresen                                 | “San Francisco”                         |                                      |                                      | SF: - / F: -  | SF: - / F: -   |
| Noruega            | 1998   | Melodi Grand Prix 1998                     | Lars Fredriksen                              | “Alltid sommer”                         |                                      |                                      | SF: - / F: -  | SF: - / F: -   |
| Noruega            | 1999   | Melodi Grand Prix 1999                     | Stig Van Eijk                                | “Living My Life Without You”            |                                      |                                      | SF: - / F: -  | SF: - / F: -   |
| Noruega            | 2000   | Melodi Grand Prix 2000                     | Charmed                                      | “My Heart Goes Boom”                    |                                      |                                      | SF: - / F: -  | SF: - / F: -   |
| Noruega            | 2001   | Melodi Grand Prix 2001                     | Haldor Lægreid                               | “On My Own”                             |                                      |                                      | SF: - / F: -  | SF: - / F: -   |
| Noruega            | 2003   | Melodi Grand Prix 2003                     | Jostein Hasselgård                           | “I'm Not Afraid To Move On”             |                                      |                                      | SF: - / F: -  | SF: - / F: -   |
| Noruega            | 2004   | Melodi Grand Prix 2004                     | Knut Anders Sørum                            | “High”                                  |                                      |                                      | SF: - / F: -  | SF: - / F: -   |
| Noruega            | 2005   | Melodi Grand Prix 2005                     | Wig Wam                                      | “In My Dreams”                          | Em Meu Sonho                         |                                      | SF: - / F: -  | SF: - / F: -   |
| Noruega            | 2006   | Melodi Grand Prix 2006                     | Christine Guldbrandsen                       | “Alvedansen”                            |                                      |                                      | SF: - / F: -  | SF: - / F: -   |
| Noruega            | 2007   | Melodi Grand Prix 2007                     | Guri Schanke                                 | “Ven a bailar conmigo”                  |                                      |                                      | SF: - / F: -  | SF: - / F: -   |
| Noruega            | 2008   | Melodi Grand Prix 2008                     | Maria Haukaas Storeng                        | “Hold On Be Strong”                     |                                      |                                      | SF: - / F: -  | SF: - / F: -   |
| Noruega            | 2009   | Melodi Grand Prix 2009                     | Alexander Rybak                              | “Fairytale”                             | Conto de Fadas                       | Inglês                               | SF: - / F: -  | SF: - / F: 1º  |
| Polónia            | 1994   | Piosenka dla Europy 1994                   | Edyta Górniak                                | “To nie ja”                             |                                      |                                      | SF: - / F: -  | SF: - / F: -   |
| Polónia            | 1995   | Piosenka dla Europy 1995                   | Justyna Steczkowska                          | “Sama”                                  |                                      |                                      | SF: - / F: -  | SF: - / F: -   |
| Polónia            | 1996   | Piosenka dla Europy 1996                   | Kasia Kowalska                               | “Chcę znać swój grzech...”              |                                      |                                      | SF: - / F: -  | SF: - / F: -   |
| Polónia            | 1997   | Piosenka dla Europy 1997                   | Anna Maria Jopek                             | “Ale jestem”                            |                                      |                                      | SF: - / F: -  | SF: - / F: -   |
| Polónia            | 1998   | Piosenka dla Europy 1998                   | Sixteen                                      | “To takie proste”                       |                                      |                                      | SF: - / F: -  | SF: - / F: -   |
| Polónia            | 1999   | Piosenka dla Europy 1999                   | Mietek Szcześniak                            | “Przytul mnie mocno”                    |                                      |                                      | SF: - / F: -  | SF: - / F: -   |
| Polónia            | 2001   | Piosenka dla Europy 2001                   | PIASEK                                       | “2 Long”                                |                                      |                                      | SF: - / F: -  | SF: - / F: -   |
| Polónia            | 2003   | Piosenka dla Europy 2003                   | Ich Troje                                    | “Keine Grenzen-Żadnych granic”          |                                      |                                      | SF: - / F: -  | SF: - / F: -   |
| Polónia            | 2004   | Piosenka dla Europy 2004                   | Blue Café                                    | “Love Song”                             |                                      |                                      | SF: - / F: -  | SF: - / F: -   |
| Polónia            | 2005   | Piosenka dla Europy 2005                   | Ivan & Delfin                                | “Czarna dziewczyna”                     |                                      |                                      | SF: - / F: -  | SF: - / F: -   |
| Polónia            | 2006   | Piosenka dla Europy 2006                   | Ich Troje                                    | “Follow My Heart”                       |                                      |                                      | SF: - / F: -  | SF: - / F: -   |
| Polónia            | 2007   | Piosenka dla Europy 2007                   | The Jet Set                                  | “Time To Party”                         |                                      |                                      | SF: - / F: -  | SF: - / F: -   |
| Polónia            | 2008   | Piosenka dla Europy 2008                   | Isis Gee                                     | “For Life”                              |                                      |                                      | SF: - / F: -  | SF: - / F: -   |
| Polónia            | 2009   | Piosenka dla Europy 2009                   | Lidia Kopania                                | “I Don't Wanna Leave”                   |                                      |                                      | SF: - / F: -  | SF: - / F: -   |
| Portugal           | 1964   | Festival RTP da Canção 1964                | António Calvário                             | “Oração”                                | Oração                               | Português                            | SF: - / F: -  | SF: - / F: -   |
| Portugal           | 1965   | Festival RTP da Canção 1965                | Simone de Oliveira                           | “Sol de Inverno”                        | Sol de Inverno                       | Português                            | SF: - / F: -  | SF: - / F: -   |
| Portugal           | 1966   | Festival RTP da Canção 1966                | Madalena Iglesias                            | “Ele E Ela”                             | Ele E Ela                            | Português                            | SF: - / F: -  | SF: - / F: -   |
| Portugal           | 1967   | Festival RTP da Canção 1967                | Eduardo Nascimento                           | “O Vento Mudou”                         | O Vento Mudou                        | Português                            | SF: - / F: -  | SF: - / F: -   |
| Portugal           | 1968   | Festival RTP da Canção 1968                | Carlos Mendes                                | “Verão”                                 | Verão                                | Português                            | SF: - / F: -  | SF: - / F: -   |
| Portugal           | 1969   | Festival RTP da Canção 1969                | Simone de Oliveira                           | “Desfolhada Portuguesa”                 | Desfolhada Portuguesa                | Português                            | SF: - / F: -  | SF: - / F: -   |
| Portugal           | 1971   | Festival RTP da Canção 1971                | Tonicha                                      | “Menina Do Alto Da Serra”               | Menina Do Alto Da Serra              | Português                            | SF: - / F: -  | SF: - / F: -   |
| Portugal           | 1972   | Festival RTP da Canção 1972                | Carlos Mendes                                | “A Festa Da Vida”                       | A Festa Da Vida                      | Português                            | SF: - / F: -  | SF: - / F: -   |
| Portugal           | 1973   | Festival RTP da Canção 1973                | Fernando Tordo                               | “Tourada”                               | Tourada                              | Português                            | SF: - / F: -  | SF: - / F: -   |
| Portugal           | 1974   | Festival RTP da Canção 1974                | Paulo de Carvalho                            | “E Depois Do Adeus”                     | E Depois Do Adeus                    | Português                            | SF: - / F: -  | SF: - / F: -   |
| Portugal           | 1975   | Festival RTP da Canção 1975                | Duarte Mendes                                | “Madrugada”                             | Madrugada                            | Português                            | SF: - / F: -  | SF: - / F: -   |
| Portugal           | 1976   | Festival RTP da Canção 1976                | Carlos do Carmo                              | “Uma Flor De Verde Pinho”               | Uma Flor De Verde Pinho              | Português                            | SF: - / F: -  | SF: - / F: -   |
| Portugal           | 1977   | Festival RTP da Canção 1977                | Os Amigos                                    | “Portugal No Coração”                   | Portugal No Coração                  | Português                            | SF: - / F: -  | SF: - / F: -   |
| Portugal           | 1978   | Festival RTP da Canção 1978                | Gemini                                       | “Dai Li Dou”                            | Dai Li Dou                           | Português                            | SF: - / F: -  | SF: - / F: -   |
| Portugal           | 1979   | Festival RTP da Canção 1979                | Manuela Bravo                                | “Sobe, Sobe, Balão Sobe”                | Sobe, Sobe, Balão Sobe               | Português                            | SF: - / F: -  | SF: - / F: -   |
| Portugal           | 1980   | Festival RTP da Canção 1980                | José Cid                                     | "Um Grande, Grande Amor"                | Um Grande, Grande Amor               | Português                            | SF: - / F: -  | SF: - / F: -   |
| Portugal           | 1981   | Festival RTP da Canção 1981                | Carlos Paião                                 | “Play-Back”                             | Play-Back                            | Português                            | SF: - / F: -  | SF: - / F: -   |
| Portugal           | 1982   | Festival RTP da Canção 1982                | Doce                                         | “Bem Bom”                               | Bem Bom                              | Português                            | SF: - / F: -  | SF: - / F: -   |
| Portugal           | 1983   | Festival RTP da Canção 1983                | Armando Gama                                 | “Esta Balada Que Te Dou”                | Esta Balada Que Te Dou               | Português                            | SF: - / F: -  | SF: - / F: -   |
| Portugal           | 1984   | Festival RTP da Canção 1984                | Maria Guinot                                 | “Silêncio E Tanta Gente”                | Silêncio E Tanta Gente               | Português                            | SF: - / F: -  | SF: - / F: -   |
| Portugal           | 1985   | Festival RTP da Canção 1985                | Adelaide Ferreira                            | “Penso Em Ti, Eu Sei”                   | Penso Em Ti, Eu Sei                  | Português                            | SF: - / F: -  | SF: - / F: -   |
| Portugal           | 1986   | Festival RTP da Canção 1986                | Dora                                         | “Não Sejas Mau Para Mim”                | Não Sejas Mau Para Mim               | Português                            | SF: - / F: -  | SF: - / F: -   |
| Portugal           | 1987   | Festival RTP da Canção 1987                | Nevada                                       | “Neste Barco À Vela”                    | Neste Barco À Vela                   | Português                            | SF: - / F: -  | SF: - / F: -   |
| Portugal           | 1988   | Festival RTP da Canção 1988                | Dora                                         | “Voltarei”                              | Voltarei                             | Português                            | SF: - / F: -  | SF: - / F: -   |
| Portugal           | 1989   | Festival RTP da Canção 1989                | Da Vinci                                     | “Conquistador”                          | Conquistador                         | Português                            | SF: - / F: -  | SF: - / F: -   |
| Portugal           | 1990   | Festival RTP da Canção 1990                | Nucha                                        | “Há Sempre Alguém”                      | Há Sempre Alguém                     | Português                            | SF: - / F: -  | SF: - / F: -   |
| Portugal           | 1991   | Festival RTP da Canção 1991                | Dulce Pontes                                 | “Lusitana Paixão”                       | Lusitana Paixão                      | Português                            | SF: - / F: -  | SF: - / F: -   |
| Portugal           | 1992   | Festival RTP da Canção 1992                | Dina                                         | “Amor D'Água Fresca”                    | Amor D'Água Fresca                   | Português                            | SF: - / F: -  | SF: - / F: -   |
| Portugal           | 1993   | Festival RTP da Canção 1993                | Anabela                                      | “A Cidade (Até Ser Dia)”                | A Cidade (Até Ser Dia)               | Português                            | SF: - / F: -  | SF: - / F: -   |
| Portugal           | 1994   | Festival RTP da Canção 1994                | Sara Tavares                                 | “Chamar A Música”                       | Chamar A Música                      | Português                            | SF: - / F: -  | SF: - / F: -   |
| Portugal           | 1995   | Festival RTP da Canção 1995                | Tó Cruz                                      | “Baunilha E Chocolate”                  | Baunilha E Chocolate                 | Português                            | SF: - / F: -  | SF: - / F: -   |
| Portugal           | 1996   | Festival RTP da Canção 1996                | Lúcia Moniz                                  | “O Meu Coração não Tem Cor”             | O Meu Coração não Tem Cor            | Português                            | SF: - / F: -  | SF: - / F: -   |
| Portugal           | 1997   | Festival RTP da Canção 1997                | Célia Lawson                                 | “Antes Do Adeus”                        | Antes Do Adeus                       | Português                            | SF: - / F: -  | SF: - / F: -   |
| Portugal           | 1998   | Festival RTP da Canção 1998                | Alma Lusa                                    | “Se Eu Te Pudesse Abraçar”              | Se Eu Te Pudesse Abraçar             | Português                            | SF: - / F: -  | SF: - / F: -   |
| Portugal           | 1999   | Festival RTP da Canção 1999                | Rui Bandeira                                 | “Como Tudo Começou”                     | Como Tudo Começou                    | Português                            | SF: - / F: -  | SF: - / F: -   |
| Portugal           | 2001   | Festival RTP da Canção 2001                | MTM                                          | “Só Sei Ser Feliz assim”                | Só Sei Ser Feliz assim               | Português                            | SF: - / F: -  | SF: - / F: -   |
| Portugal           | 2003   | Festival RTP da Canção 2003                | Rita Guerra                                  | “Deixa-me sonhar (só mais uma vez)”     | Deixa-me sonhar (só mais uma vez)    | Português, Inglês                    | SF: - / F: -  | SF: - / F: -   |
| Portugal           | 2004   | Festival RTP da Canção 2004                | Sofia Vitória                                | “Foi Magia”                             | Foi Magia                            | Português                            | SF: - / F: -  | SF: - / F: -   |
| Portugal           | 2005   | Festival RTP da Canção 2005                | 2B                                           | “Amar”                                  | Amar                                 | Português, Inglês                    | SF: - / F: -  | SF: - / F: -   |
| Portugal           | 2006   | Festival RTP da Canção 2006                | Nonstop                                      | “Coisas De Nada (Gonna Make You Dance)” | Coisas De Nada (Vai-te Fazer Dançar) | Português, Inglês                    | SF: - / F: -  | SF: - / F: -   |
| Portugal           | 2007   | Festival RTP da Canção 2007                | Sabrina                                      | “Dança Comigo (Vem Ser Feliz)”          | Dança Comigo (Vem Ser Feliz)         | Português, Inglês, Francês, Espanhol | SF: - / F: -  | SF: - / F: -   |
| Portugal           | 2008   | Festival RTP da Canção 2008                | Vânia Fernandes                              | “Senhora do Mar (Negras Águas)”         | Senhora do Mar (Negras Águas)        | Português                            | SF: - / F: -  | SF: - / F: -   |
| Portugal           | 2009   | Festival RTP da Canção 2009                | Flor-de-Lis                                  | “Todas as Ruas do Amor”                 | Todas as Ruas do Amor                | Português                            | SF: - / F: -  | SF: - / F: -   |